# 夜のどこかで 〜night shift〜
「夜のどこかで 〜night shift〜」（よるのどこかで ナイト・シフト）は、日本の歌手中森明菜の楽曲。この楽曲は中森の29枚目のシングルとして、1994年9月2日にMCAビクターよりリリースされた（8cmCD：MVDD-10007）。

## 背景
「夜のどこかで 〜night shift〜」は、1994年9月と10月の2か月連続でシングルリリースされた第1弾となる作品で、1994年9月2日にCDシングル（8cmCD: MVDD-10007）でリリースされた。この楽曲は、夏野芹子が作詞し、作曲と編曲を後藤次利が手掛けた。また、本曲は日本テレビ系のニュース番組『NNNきょうの出来事』のエンディングテーマに使用され、ディスクジャケットには、当時同番組のニュースキャスターだった桜井よしこも登場している。中森はこの楽曲について、ニュース番組のテーマ曲だと聞き、どういう声で歌うべきか悩んだが、働く女性達に向けた応援歌となればという思いも込めて歌ったと語った。これに合わせてこの楽曲のミュージック・ビデオも制作されている（未発売）。現在のところ、本曲はライブやメディアなどで披露されていない。
シングル盤「夜のどこかで 〜night shift〜」の2曲目として収録された「Rose Bud」も、「夜のどこかで 〜night shift〜」に続き夏野の作詞と後藤による作曲と編曲で、この楽曲はフジテレビ系トーク番組『新伍&紳助のあぶない話』のエンディングテーマ曲に使用された。この楽曲はリリース後の1994年12月に行われた中森のライブ歌姫 パルコ劇場ライブや、1994年12月24日（19:00 - 20:54）にフジテレビ系列で放送された音楽番組『夜のヒットスタジオ 超X'masデラックス』で披露された。

## 批評
『ザテレビジョン』は「夜のどこかで 〜night shift〜」の楽曲の音楽性について、Aメロは低音から始まっており、音程の幅は全体的に広さがあると指摘している。また、中森の歌唱については、最初から最後までコントロールされた「ファルセット」であると批評した。

## チャート成績
「夜のどこかで 〜night shift〜」は、オリコン週間シングルチャートの1994年9月12日付で、最高順位14位を記録した。同チャートには、計7週にわたってランクインしている。

## 収録曲
| #         | タイトル                                               | 作詞      | 作曲      | 編曲      | 時間  |
| --------- | ------------------------------------------------------ | --------- | --------- | --------- | ----- |
| 1.        | 「夜のどこかで 〜night shift〜」                       | 夏野芹子  | 後藤次利  | 後藤次利  | 5:50  |
| 2.        | 「Rose Bud」                                           | 夏野芹子  | 後藤次利  | 後藤次利  | 5:17  |
| 3.        | 「夜のどこかで 〜night shift〜」(オリジナル・カラオケ) |           |           |           | 5:50  |
| 4.        | 「Rose Bud」(オリジナル・カラオケ)                     |           |           |           | 5:17  |
| 合計時間: | 合計時間:                                              | 合計時間: | 合計時間: | 合計時間: | 22:14 |

## 収録アルバム
- 『UNBALANCE+BALANCE+6』[12]
- 『歌姫伝説 〜90's BEST〜』[13][4]